# Infanta (Quezon)
Infanta es un municipio filipino de primera clase, perteneciente a la provincia de Quezon, en la región de Calabarzon.

## Organización territorial
Se divide en treinta y seis barangayes, a saber:
- Abiawin
- Agos-agos
- Alitas
- Amolongin
- Anibong
- Antikin
- Bacong
- Balobo
- Bantilan
- Banugao
- Población 1
- Población 38
- Población 39
- Batican
- Binonoan
- Binulasan
- Boboin
- Comon
- Dinahican
- Gumian
- Ilog
- Ingas
- Catambungan
- Cawaynin
- Langgas
- Libjo
- Lual
- Magsaysay
- Maypulot
- Miswa
- Pilaway
- Pinaglapatan
- Pulo
- Silangan
- Tongohin
- Tudturan

## Demografía
En 2020, tenía censados 76 186 habitantes.